# Mirrorwriting
Mirrorwriting ist das im Jahr 2011 erschienene Debütalbum von Jamie Woon.

## Sound
Der Gesang auf Mirrorwriting ist stilistisch dem Soul beziehungsweise dem R&B zuzuordnen, die instrumentale Begleitung hingegen dem Dubstep. Diese Kombination wiederum ergibt eine Melange, die teilweise wie Popmusik klingt.

## Titel
Die meisten Songs auf Mirrorwriting wurden von Jamie Woon geschrieben, darüber hinaus waren John O’Kane, Nemo Jones, Steven Camden, James Wood und Brian Barry beteiligt: 
1. Night Air (Woon/O’Kane)
2. Street (Woon/O’Kane)
3. Lady Luck (Woon/Jones)
4. Shoulda (Woon/Camden/O’Kane)
5. Middle (Woon/Wood)
6. Spirits (Barry)
7. Echoes (Woon/Camden)
8. Spiral (Woon)
9. TMRW (Woon/O’Kane)
10. Secondbreath (Woon)
11. Gravity (Woon)
12. Waterfront (Woon)

## Sampling
Der Song Spirits enthält ein Sample aus Funky Drummer von James Brown.

## Aufnahme
Mirrorwriting wurde in verschiedenen Studios in England, vor allem in London, aufgenommen: 
- The Shed
- Nightingale Road
- The Way Studio
- The Bothy
- The McKenzie´s
- The River
- Foss Studios
- The Yard
- The Dairy

Auf dem Album sind folgende Musiker zu hören: 
- Jamie Woon (Gesang, Gitarre)
- Royce Wood Jr. (Keyboard)
- Luke Buttery (Orgel)
- Dan Gulino (E-Bass)
- Milo Fitzpatrick (Kontrabass)
- Dan See (Schlagzeug, Handclaps)
- Samuel Aylward (Violine)
- Penny Ainscow (Violine)
- Amy May (Viola)
- John Cottle (Cello)
- Mae McKenna (Backing Vocal)

Produziert wurde das Album von Jamie Woon, bei einigen Songs wurde er dabei unterstützt von Royce Wood Jr., Luke Buttery und Burial.

## Veröffentlichungen und Auskoppelungen
Die Labels Candent Songs beziehungsweise Polydor veröffentlichten Mirrorwriting im April 2011 als MP3, CD und LP. Außerdem publizierten sie ein limitiertes Boxset, das auf zwei LPs und einer CD auch mehrere Bonustracks enthält.
Als Singles wurden Night Air und Lady Luck ausgekoppelt, beide Singles enthalten neben den Originalversionen Remixe der jeweiligen Songs.

## Charts und Rezeption
Mirrorwriting erreichte in den Albumcharts der Official Charts Company als höchste Position Platz 15.
The Telegraph schrieb über das Album: „Mit Mirrorwriting beweist Jamie Woon, dass er im Begriff ist, ein authentischer und aufregender britischer Soul-Star zu werden.“  In der Intro war zu lesen: „Mirrorwriting ist bis auf Ausnahmen wie das sphärische Gravity kein überragendes, wohl aber ein äußerst feines Album.“  Und Der Tagesspiegel befand: „Das Außergewöhnliche an Mirrorwriting ist, dass die Produktion einen überaus geschmackvollen Eindruck macht, unter der Oberfläche aber manchmal hübsch verstolpert und disharmonisch klingt und Woon das alles mit seinem Soul-Gesang aufs Schönste überstrahlt und zusammenhält.“ 

## Trivia
Mae McKenna, deren Stimme bei dem Song Night Air zu hören ist, ist die Mutter von Jamie Woon.